# Wola (Ciechocinek)
Wola (dawn. Wola Raciążek) – część miasta Ciechocinka w Polsce, w województwie kujawsko-pomorskim, w powiecie aleksandrowskim. Rozpościera się w okolicy ulicy Bema, w południowej części miasta, w kierunku na Raciążek.

## Historia
Wola Raciążek to dawna wieś, należąca w latach 1867–1954 do gminy Raciążek w powiecie radziejowskim (do 1871), nieszawskim (1871–1948) i aleksandrowskim (od 1948). W Królestwie Polskim przynależała do guberni warszawskiej, a w okresie międzywojennym do woj. warszawskiego. 1 lipca 1924 część Woli-Raciążek (Małą Wolę i Słonawy) włączono do miasta Ciechocinka. 20 października 1933 utworzono gromadę Wola Raciążek w granicach gminy Raciążek, składającą się z samej wsi Wola Raciążek. W związku z reformą administracyjną z 1938, powiat nieszawski przeniesiono do województwa pomorskiego (w 1950 przemianowanego na bydgoskie).
Podczas II wojny światowej włączona do III Rzeszy. Po wojnie ponownie w Polsce. W związku z reorganizacją administracji wiejskiej (zniesienie gmin) jesienią Wola Raciążek weszła w skład nowo utworzonej gromady Nowy Ciechocinek w powiecie aleksandrowskim, a po jej zniesieniu 31 grudnia 1961 – do  gromady Raciążek. Tam przetrwała do końca 1972 roku, czyli do kolejnej reformy gminnej.
1 stycznia 1973, w związku z kolejną reformą administracyjną (odtworzenie gmin i zniesienie gromad i osiedli) Wola weszła w skład nowo utworzonej gminy Raciążek.  2 lipca 1976 gminę Raciążek zniesiono, a Wola weszła w skład nowo utworzonej gminy Aleksandrów Kujawski. W latach 1975–1977 miejscowość administracyjnie należała do województwa włocławskiego. 1 lutego 1977 Wolę włączono do Ciechocinka.